# Hans Beck (industriel)
Pour les articles homonymes, voir Hans Beck et Beck.
Hans Beck, né le 6 mai 1929 en Thuringe, mort le 30 janvier 2009 (79 ans), est un industriel allemand, créateur des Playmobil.

## Biographie
Deuxième d'une famille de dix enfants, Hans Beck est né le 6 mai 1929 en Thuringe et il a grandi dans la ville de Zirndorf, en Bavière. Dès son adolescence, il aurait confectionné des jouets pour ses frères et sœurs.
Après avoir suivi une formation de menuisier, il est embauché en 1958 par Horst Brandstätter, chef de l'entreprise Geobra, qui fabrique des jouets. Il en devint le patron. Après la crise pétrolière, il doit concevoir un jouet pour économiser le plastique. De taille réduite à une échelle équivalent à 1/24 d'une taille humaine réelle (7,5 cm). C'est au Salon du jouet de Nuremberg en 1974 que Hans Beck présente ses Playmobil au grand public — à l'origine il s'agissait de cowboys et d'indiens.
Il connaît rapidement un très grand succès et Geobra Brandstätter devient le premier fabricant allemand de jouets. Depuis lors, l'entreprise a multiplié les personnages qui sont aujourd'hui accompagnés de tout un environnement d'animaux, de véhicules, de maisons et autres constructions.
Hans Beck a pris sa retraite en 1998.
Il meurt de maladie le 30 janvier 2009 à 79 ans.